# Franz Xaver Stadler

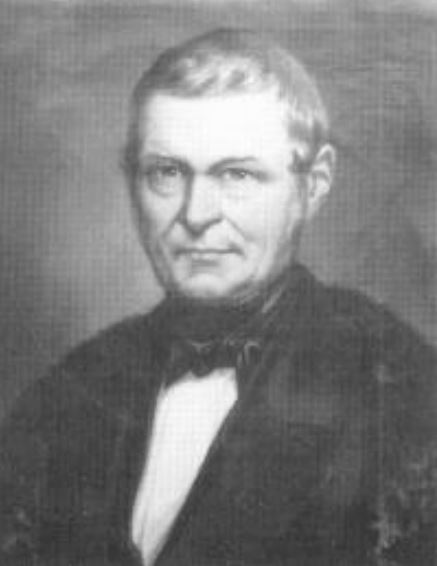
Porträt F. X. Stadler, undatiert

Franz Xaver Stadler (* 15. November 1789 in Thannhausen; † 20. Mai 1865 in Augsburg) war ein deutscher Kaufmann und Stifter.

## Leben

### Familie
Franz Xaver Stadler war das achte Kind des Schusters Franz Joseph Stadler (* 3. Februar 1752) und dessen zweiter Ehefrau Maria Anna (geb. Eisele); er hatte noch elf Geschwister.
Er heiratete am 25. Dezember 1825 in erster Ehe Therese (geb. Keck) (* 1802; † 19. August 1854), die Tochter seines Firmenchefs; gemeinsam hatten sie elf Kinder. In zweiter Ehe war er seit dem 27. Januar 1855 mit Katharina (geb. Eberle) (* 2. März 1816; † 15. Oktober 1899), verwitwete Heuberger aus Gessertshausen, verheiratet; mit ihr hatte er noch zwei Kinder, allerdings starb das erste kurz nach der Geburt.

### Werdegang
Franz Xaver Stadler besuchte in Thannhausen anfangs bei Anton Höfer die Schule, bis 1796 Christoph von Schmid Rektor wurde.
1811 wurde er Lehrer an der Pfarrschule von St. Maximilian in Augsburg, bis er dort 1815 an der Pfarrschule St. Moritz und 1818 an der Pfarrschule St. Ulrich und Afra tätig war; aus gesundheitlichen Gründen bat er am 12. September 1823 um seine Entlassung aus dem Schuldienst.
Im Herbst 1823 begann er in Augsburg eine Kaufmannslehre beim Handelshaus Kaspar Keck und Sohn, das mit Tuchen und Garnen handelte; er wurde seit 1839 als Inhaber der Handlung des Franz Anton Keck geführt und fusionierte in dieser Zeit mit der Firma C. I. Holzhey in Schwabmünchen.
Durch die Vergabe eines Darlehens war er Mitbesitzer der Gastwirtschaft des Zieglerwirts Josef Schweyer in Friedberg geworden.
Er wurde 1850 Gemeindebevollmächtigter der Stadt Augsburg und damit Mitglied des Zweiten Stadtparlaments.
Franz Xaver Stadler starb am 20. Mai 1865 im Alter von 75 Jahren in Augsburg und fand dort seine letzte Ruhestätte auf dem katholischen Friedhof an der Hermanstraße. An der Südwand des Anbaus der Friedhofskirche St. Michael wurde eine Gedenktafel für ihn angebracht, auf der auch seine drei Stiftungen aufgeführt werden.

### Stiftungen

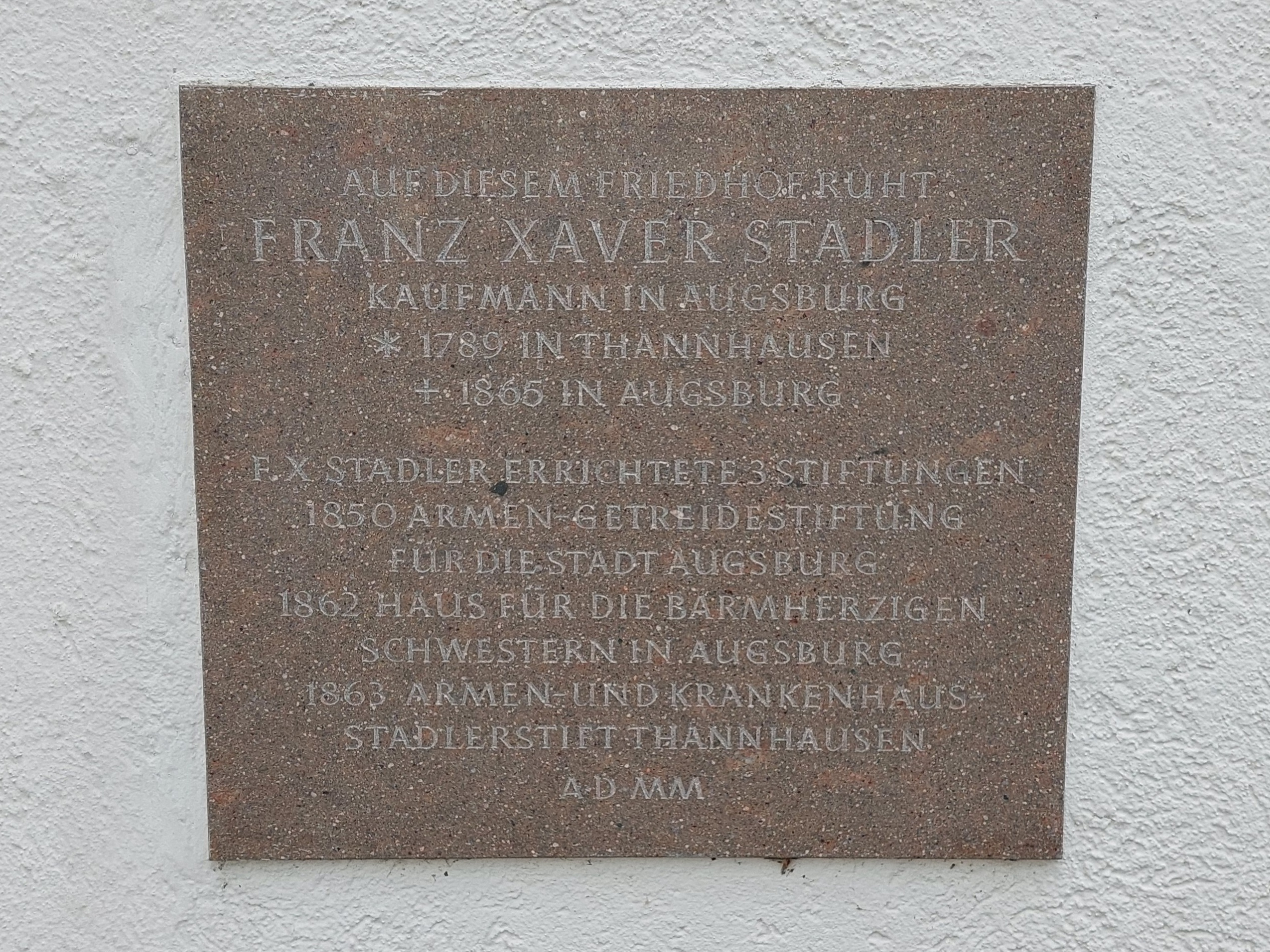
Gedenktafel

Franz Xaver Stadler begründete drei Stiftungen, unter anderem gehörte die Armen-Getreide-Stiftung dazu, die er am 6. Juli 1850 für die Stadt Augsburg eingerichtet hatte; hierzu überließ er der Stadt Augsburg einen Schuld- und Hypothekenbrief in Höhe von 500 Gulden.
Eine weitere Stiftung war 1862 die Schenkung eines Hauses in Augsburg, um den Bestand des dortigen Ordens der Barmherzigen Schwestern (siehe Barmherzige Schwestern vom hl. Vinzenz von Paul (Mutterhaus München)) zu sichern. In der Vergangenheit hatte die Augsburger Stadtverwaltung sich 1829 in München nach den Erfahrungen erkundigt, die die Stadt mit der Genossenschaft der Töchter der christlichen Liebe vom heiligen Vinzenz von Paul aus Straßburg gemacht habe, nachdem sie einige Schwestern in das Münchner Krankenhaus gerufen hatte, die sich Barmherzige Schwestern nannten. Im darauffolgenden Jahr machte die Generaloberin Ignatia Jorth konkrete Vorschläge für die Einführung der Schwestern in Augsburg, und der Domkapitular Karl Egger erstellte eine Liste mit sechs Kandidatinnen, die zur Ausbildung nach München gesandt werden sollten. Nach Einholung von verschiedenen Gutachten und nach langen Beratungen lehnte der Augsburger Stadtrat allerdings die Einführung der Schwestern in das Augsburger Krankenhaus ab, weil dort katholische und protestantische Patienten untergebracht seien; beide Konfessionen hätten dort die gleichen Rechte. Für beide Konfessionen, also zwei Krankenhäuser zu bauen und zu erhalten, könne sich die Stadt finanziell aber nicht leisten. Dazu seien die Vorwürfe gegen den alten Zustand des Krankenhauses nicht so gravierend, dass man etwas Neues brauche. 
Die katholische Bevölkerung von Augsburg gab jedoch ihren Wunsch nach der Einführung des Ordens nicht auf und 1844 siedelten sich eine Oberin und acht Schwestern im Bachschen Seelhaus, genannt St. Barbarahof, an und nahmen eine Tätigkeit in ambulanter Krankenpflege auf. Allerdings war ihr Dasein in Augsburg erst gesichert, sofern sie auch den Krankendienst in einem Krankenhaus übernehmen konnten. Dies gelang mithilfe von Johann Georg Henle, einem ehemaligen Rotgerber aus Höchstädt an der Donau, der als Privatier in Augsburg lebte und am 29. Juni 1852 einhunderttausend Gulden stiftete, um von den Zinsen den Lebensunterhalt der Schwestern zu sichern. Er knüpfte hieran allerdings die Bedingungen, dass die Schwestern im Krankenhaus zugelassen würden und von seinem Tod an innerhalb von zehn Jahren ein Mutterhaus errichtet würde, ansonsten solle die Stiftung verfallen. Die erste Bedingung wurde erfüllte, indem zwischen 1854 und 1859 ein neues Krankenhaus erbaut wurde, in dem die Betreuung an die katholischen Barmherzigen Schwestern und an die evangelischen Diakonissen vergeben wurde. Allerdings wollte die Stadt die zweite Bedingung nicht mehr erfüllen, weil die Führung der Stadt in der zweiten Hälfte der 1850er Jahre in die Hand der Liberalen übergegangen war und diese beide konfessionellen Institute aus dem Krankenhaus entfernen wollten. Die liberale Stadtverwaltung weigerte sich, ein Mutterhaus für den Orden zu errichten, weil sie kein Geld mehr nach dem Krankenhausneubau habe, dazu wurde eine Untersuchung wegen angeblicher Unzulänglichkeiten und Unregelmäßigkeiten der Schwestern im Krankenhausdienst eingeleitet. Es dauerte einige Jahre, bis die Unhaltbarkeit der Vorwürfe offiziell bewiesen und anerkannt wurde.
Weil die Stadt die Zehnjahresfrist, die am 18. Dezember 1862 endete, verstreichen lassen wollte, führte Franz Xaver Stadler mit dem Oberbürgermeister Georg von Forndran ein Gespräch, in dem er eine Lösung anbot. Er erwarb am 23. Juli 1862 für 10.000 Gulden ein Haus, das nah am Krankenhaus lag, und schenkte es, mitsamt dem Garten, den Barmherzigen Schwestern. Nach einer Begutachtung durch eine bischöfliche Kommission, die feststellte, dass das Haus als vorläufiges Mutterhaus geeignet war, stimmte die Ordensleitung in München am 10. Oktober 1862 der Stiftung zu. Drei Tage später erklärte der Augsburger Bischof Pankratius von Dinkel das Mutterhaus als bestehend. 
1862 bot Stadler seinem Geburtsort an, eine Stiftung zu gründen, in der er 5.000 Gulden für einen Hausbau für arme und kranke Alte und 15.000 Gulden zur Verzinsung zur Verfügung stellen wollte; aus der Verzinsung sollte das Pflegepersonal bezahlt werden. Das Angebot wurde jedoch von der Gemeinde abgelehnt, weil sie es sich nicht leisten konnte, Geld für den Bau und die Erhaltung einer größeren sozialen Einrichtung auszugeben. In der Ablehnung wies die Gemeinde auch auf die finanziellen Belastungen aus einem Rechtsstreit hin, bei dem sie in der Zeit von 1577 bis 1599 nicht nur ihren Gemeindewald verloren hatte, sondern auch über die Jahrhunderte die Prozesskosten abzahlen mussten. Dazu musste die Gemeinde auch wegen der Ermordung eines französischen Soldaten am 19. Juni 1800 auf ihrem Land eine Entschädigung zahlen; von der Strafe, die in jährlichen Raten gezahlt wurde, waren noch fast 25.000 Gulden übrig. Hierauf erhöhte Franz Xaver Stadler das Stiftungskapital auf 25.000 Gulden, mit der Auflage, dass das Haus bis 1871 erbaut sein müsse; dieses Angebot nahm die Gemeinde am 7. Juni 1863 an. Die dritte Stiftung wurde dann das Armen- und Krankenhaus in Thannhausen (heute „Stadlerstift Thannhausen“).

## Ehrungen und Auszeichnungen
In Thannhausen wurde die Stadlerstraße nach Franz Xaver Stadler benannt.